# Крепинский
Крепи́нский — посёлок в Калачёвском районе Волгоградской области. Является центром Крепинского сельского поселения

## Название
Название Крепинский происходит от прилагательного «крепкий». Это относится к качеству земли в этой местности. Первые поселенцы этих краёв столкнулись с трудностями в распашке твёрдой, как кремень земли.

## География
Расстояние от районного центра −80 км асфальтовой дороги.

## История
Основан в 1783 подполковником Тимофеем Петровичем Денисовым.
В 1859 п. Крепинский значился как, владельческий поселок, который имел 6 дворов, число жителей: мужского пола −72 , женского — 80; в 1873 не значится.
Местные старожилы ещё помнят, что до революции на берегу реки Мышков Ерик стояли отдельные дома крестьян хлебопашцев, которые арендовали и обрабатывали земли, принадлежащие помещикам. На речке было много водяных мельниц и плотин.
До революции между сегодняшним Крепинским и Овражным на берегу реки Мышков Ерик появился и стал быстро расти новый хутор Ерик -Крепинский. К 1925 в нём уже жило 70 зажиточных хозяев. Они имели добротные дома с многочисленными пристройками, сады и огороды. До сих пор можно встретить в степи отдельно стоящие деревья: груши, яблони, сливы.
В хуторе Ерик — Крепинский к 1927 уже существовали сельские Советы, работала начальная школа. В 1927 на крепинских землях образовался первый на территории Калачевского района совхоз с названием «Крепь».
В новый совхозный поселок Крепинский перешло большинство населения хутора Ерик — Крепинский. Но его месторасположение (в районе нынешнего 1-го отделения) оказалось не очень удачным из-за отсутствия питьевой воды. Поэтому после войны, в 1947, поселок был перенесён на своё сегодняшнее место. До 1960 на территории нынешнего Крепинского сельского поселения располагались хутора, ныне исчезнувшие: Матусы, Смирнов, Федотов и Будённые.
К середине 70-х гг. в нём построили школу со спортзалом, мастерские, оборудованные необходимыми механизмами, детский сад, больницу, клуб, которые действуют по сегодняшний день.

## Население
| 1859 | 2010 |
| ---- | ---- |
| 152  | ↗827 |

Национальный состав
В поселке проживают люди 25 национальностей: русские, украинцы, чеченцы, мордва, калмыки, казахи, удмурты, удины.

## Инфраструктура
В настоящее время в поселке имеются Крепинская сельская администрация, магазины, почта, сбербанк, братская могила, детская площадка, ЖКХ и многие другие организации.
Застройки одноэтажные, но имеется микрорайон двухэтажных домов. Население использует воду из частных водяных скважин и централизованное водоснабжение.

## История Крепинской школы
В 1927 году был организован совхоз «Крепь». На его территории в том же году была открыта начальная школа. В 1948 году начальная школа была преобразована в семилетнюю, а затем в восьмилетнюю. В ней обучалось около 80 учащихся.
В здании было всего 4 классные комнаты, печное отопление.
Школу посещали учащиеся не только из центральной усадьбы, но и с отделений.
Подвоза учащихся в школу не было и они в любую погоду ходили в школу пешком.
В это время в школе работали учителя участники войны Шведов П. С. и Маслов М. С., Глущенко А. Ф., Шведова С. М.
В 1962 году было построено новое здание школы на 320 ученических мест.
Средняя школа открыта в 1963 году.
Первым директором был Шведов Пётр Семёнович
Завучем работала Давыдова М. И. , затем Шиянова Л. К. , Иванова Е. Б.
Педагогический коллектив Крепинской средней школы состоял из 25 учителей. Это были замечательные, верные своему делу люди. Среди них ветераны Великой Отечественной войны — Лащенков А. К. , Маслов М. С. , Микрюков С. Ф. , Шведов П. С. Их имена навсегда останутся в памяти учеников как прежней, так и нынешней школы.
В школе училось около 580 учащихся. Был открыт интернат, в котором проживало 75 учащихся.
Первый выпуск в школе был в 1965 году.
За все годы работы школа выпустила около полутора тысяч учащихся.
4 выпускника окончили школу с золотой медалью, 13 — с серебряной медалью.